# عبدالعزیز بوصرصار
عبدالعزیز بوصرصار (انگلیسی: Abdel Aziz Bousarsar؛ زادهٔ ۱۶ نوامبر ۱۹۴۸) بازیکن والیبال اهل تونس بود.